# Acacia biflora
Acacia biflora är en ärtväxtart som beskrevs av Robert Brown. Acacia biflora ingår i släktet akacior, och familjen ärtväxter. Inga underarter finns listade i Catalogue of Life.